# Torta Ostiglia
La torta Ostiglia è un dolce tipico di Ostiglia.

## Storia
Creata attorno agli inizi del XX secolo dal locale pasticcere Cesare Gamba, la torta si ispira ad un altro dolce della tradizione mantovana, la torta Helvetia. Nella ricetta della torta Ostiglia sono state apportate delle modifiche che l'hanno resa leggermente diversa dalla tipica Helvezia mantovana.

## Caratteristiche
Il dolce è costituito da due cialde a base di albumi d'uovo e mandorle con un ripieno di zabaione e mandorle. Il dolce è  diffuso anche oltre i confini di Ostiglia.